# Rolândia
Rolândia este un oraș în Paraná (PR), Brazilia.
1. ↑   https://www.welt.de/politik/ausland/article112684418/Bremer-Freiheit-mitten-in-Brasiliens-Dschungel.html, accesat în 12 ianuarie 2018 Lipsește sau este vid: |title= (ajutor)